# Souji Ushio
Souji Ushio (em japonês: 牛尾 走児; Ushio Sōji; pseudônimo de Tomio Sagisu, Tóquio, 4 de dezembro de 1921 – 28 de março de 2004), foi um mangaká, diretor, animador, produtor cinematográfico e de efeitos especiais japonês, fundador da produtora P-Productions.
Seu irmão mais novo é Sagisu Masayasu, produtor de animes para a Eiken. Seu filho mais velho é Sagisu Shiro, compositor e atual presidente da P-Productions.

## Carreira
Em 1939, Ushio começou a trabalhar no departamento de técnicas especiais da produtora e distribuidora de filmes japonesa Toho, onde esteve sob a tutela do renomado diretor Eiji Tsuburaya, dando início à sua carreira de roteirista de tokusatsu e animes.
Em 1941, quando toda a equipe de desenho da Toho foi transferida para a "Unidade Especial de Filmes" do exército japonês, passando a criar filmes instrucionais para os militares em tempo integral, Ushio, combinando animação desenhada à mão e ação ao vivo, criou, dentre várias outras coisas, explicações para o funcionamento dos mecanismos de metralhadoras e aeronaves e para a teoria dos bombardeios, usadas para treinar os militares que atacaram Pearl Harbor.
O artista foi recrutado pelo Exército Imperial Japonês em 1943, onde ingressou, com 22 anos de idade, no oitavo Batalhão de Treinamento Aéreo e atuou como fotógrafo durante a Segunda Guerra Mundial. Dentre suas fotografias estão o registro de um piloto queimado até a morte, quando não conseguir escapar da cabine de uma aeronave após um acidente, e as fotos de muitos pilotos kamikazes. Durante seu trabalho como fotógrafo, conheceu Toshiro Mifune, que também era fotógrafo do exército e se tornou seu amigo para toda a vida.
Com o término da guerra, em 1945, ele retornou à Toho, onde ficou até o ano de 1948, quando se desiludiu com os conflitos internos dentro da empresa.  Após sua saída da Toho, Souji Ushio decidiu explorar a carreira de mangaká, adotando o pseudônimo que o tornaria famoso e começando a criar mangás em publicações voltadas para jovens a partir de 1949. Sua carreira prosperou, e Ushio se destacou ativamente nesse campo por cerca de nove anos, conquistando grande popularidade e a apreciação do público. Dentre outros mangás, Ushio publicou títulos notáveis, como  "Donguri Tengu" e "Osenchi Komachi".
Em 1960, Ushio fundou a P-Productions, o que o consagrou como uma figura proeminente na indústria de anime. Com sua própria empresa, produziu séries de sucesso, como "Zero Fighter Hayato", "Harris no Hayabusa" e "Magma Taishi", adaptação do mangá criado por Osamu Tezuka, conhecido no Brasil como "Vingadores do Espaço". Além de atuar com animes, ele foi responsável por diversas produções de tokusatsu, incluindo "Spectreman" e "Kaiketsu Lion-Maru", conhecido no Brasil como "Poderoso Lion Man".
Em 1995,Ushio escreveu o livro "Showa Manga Notes", onde refletiu sobre sua trajetória pessoal e a história do mangá.

Ushio Soji faleceu em 28 de março de 2004, aos 82 anos, vítima de insuficiência cardíaca aguda. Suas contribuições para as indústrias de mangá e de animação japonesas deixaram um impacto duradouro, consolidando sua posição como um dos grandes nomes do entretenimento japonês.